# Gastrinoma
Um gastrinoma é um tumor do pâncreas (aproximadamente em 1/3 dos casos) ou extrapancreático (principalmente na parede duodenal) que segrega gastrina em excesso, o que provoca ulceração no duodeno, estômago e intestino delgado.